# Movimiento Ele Não
El movimiento #EleNão (portugués para «él no»), también conocido como las protestas contra Jair Bolsonaro, fueron una serie de manifestaciones lideradas por mujeres que tuvieron lugar en varias regiones de Brasil y, con menor intensidad, en otros países. El objetivo principal era protestar contra Jair Bolsonaro y su campaña presidencial. Las protestas, acontecidas el 29 de septiembre de 2018, fueron las más numerosas protagonizadas por mujeres en Brasil y la mayor concentración popular durante las elecciones generales brasileñas de 2018.
Las protestas comenzaron a organizarse en las redes sociales, principalmente en el grupo de Facebook "Mulheres contra Bolsonaro" (mujeres contra Bolsonaro). Estaban motivadas por las declaraciones sexistas del candidato y por sus amenazas a la democracia. Los movimientos sociales, los grupos feministas y los partidos políticos también apoyaron y participaron en las manifestaciones. Ciudades de otros países —como la ciudad de Nueva York, Barcelona, Berlín y París— también llevaron a cabo protestas de menor magnitud.

## Contexto
Bolsonaro es famoso por sus declaraciones despectivas.

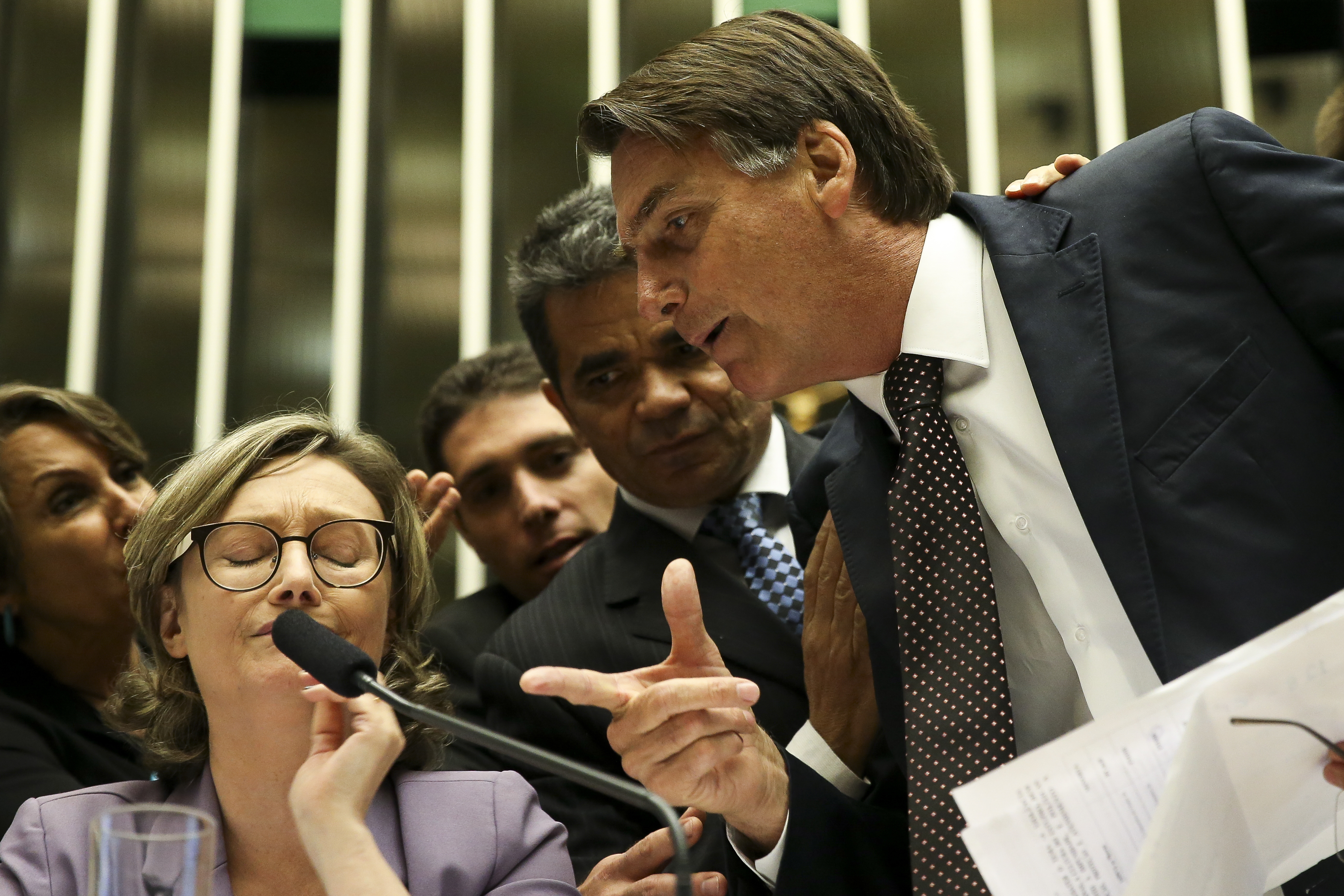
Bolsonaro discutiendo con la diputada Maria do Rosário en el plenario de la Cámara de Diputados durante una discusión sobre la violencia contra las mujeres y las niñas, la cultura de la violación, entre otros asuntos

Durante una discusión en el plenario de la Cámara de Diputados, Bolsonaro afirmó que no «violaría» a la diputada Maria do Rosário porque ella «no (lo) merece». Él repitió una ofensa que ya había proferido contra la parlamentaria en 2003. La invectiva tuvo lugar después de que la diputada sostuviera que la dictadura militar fue una «vergüenza absoluta» para Brasil. En virtud de las ofensas contra la diputada, Bolsonaro fue condenado en primera instancia por daños morales. El 15 de agosto de 2017, el Superior Tribunal de Justicia (STJ) mantuvo la decisión de la primera instancia y determinó que el parlamentario pagara una indemnización de 10 mil reales para Maria do Rosário.
En febrero de 2015, en una entrevista al diario Zero Hora, el diputado afirmó no creer justo que mujeres y hombres reciban el mismo salario porque las mujeres se quedan embarazadas, alegando que el derecho al permiso por maternidad perjudica la productividad del empresario.
En abril de 2017, en un discurso en el Clube Hebraica, en Río de Janeiro, Bolsonaro hizo una mención sobre su hija Laura, de seis años, al decir:

Tengo cinco hijos, fueron cuatro hombres, ahí en el quinto me dio una debilidad y vino una mujer. - Jair Bolsonaro

A lo largo de su carrera política, Bolsonaro justificó que las mujeres reciban un salario menor al de los hombres en sus trabajos y en reiteradas ocasiones se manifestó contra la diversidad sexual, llegando a decir que nunca podría amar a un hijo homosexual. En 2002, por ejemplo, llegó a afirmar: «Si veo a dos hombres besándose en la calle, los voy a golpear».

## La etiqueta

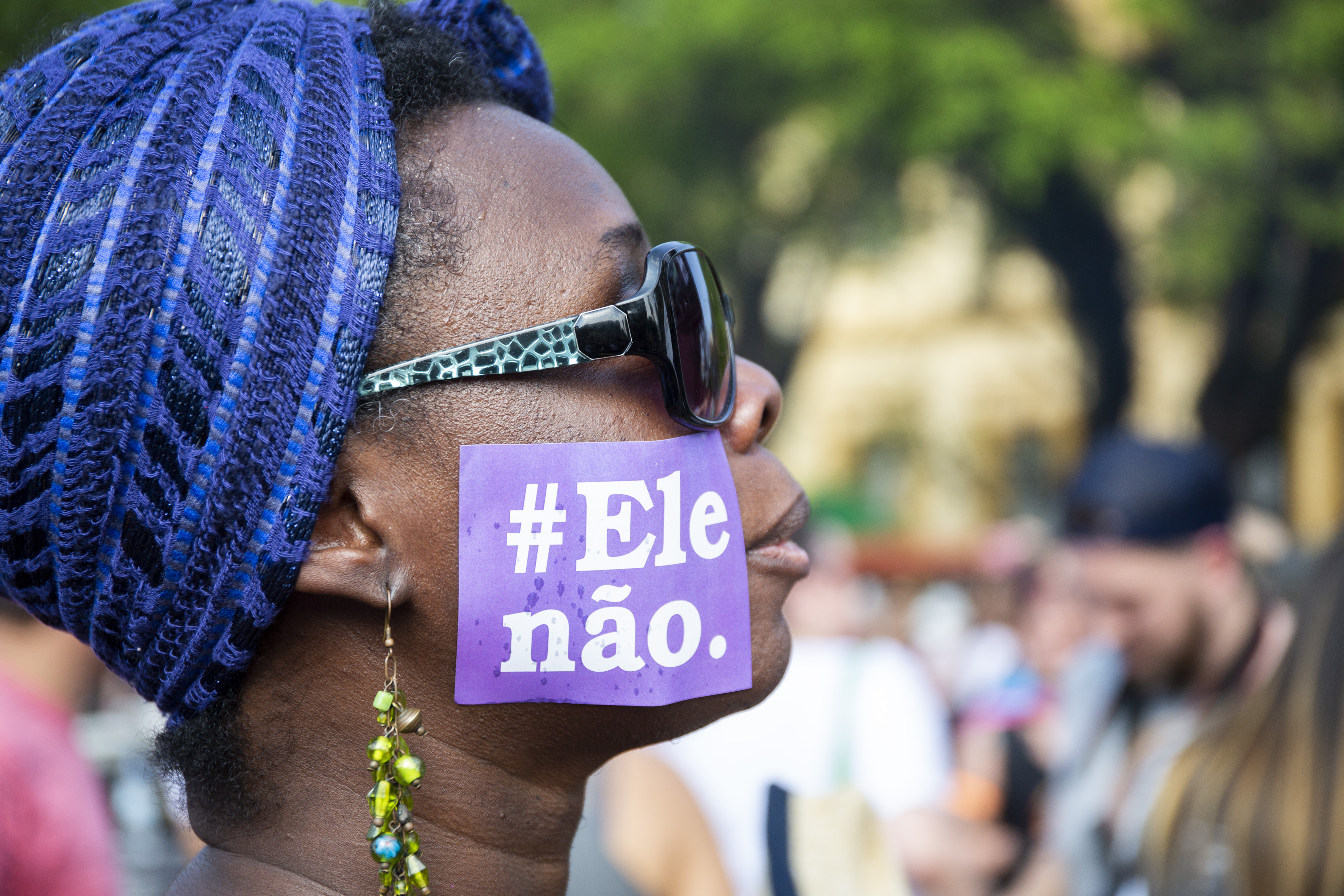
Manifestante en Porto Alegre con el hashtag

El hashtag #EleNão fue creado en Brasil el 12 de septiembre de 2018 por el grupo de Facebook "Mulheres Unidas Contra Bolsonaro" (mujeres unidas contra Bolsonaro). En solo 12 días, la etiqueta se usó más de 1.2 millones de veces en tuits pro y contra Bolsonaro. Se estaba utilizando incluso entre celebridades nacionales e internacionales. El 16 de septiembre, el uso del hashtag alcanzó su punto máximo poco después de un ataque de hackers contra el grupo de Facebook "Mulheres Unidas Contra Bolsonaro".
Madonna fue una de las celebridades internacionales que participó en el movimiento. Publicó en su Instagram, donde tiene más de 12,1 millones de seguidores, una imagen en la que aparecía con la boca sellada por una cinta con el dicho "libertad". Arriba, se leía en portugués "Ele não vai nos desvalorizar, ele não vai nos calar, ele não vai nos oprimir" (Él no nos devaluará, él no nos silenciará, él no nos oprimirá) ".

## Galería

Largo da Batata, São Paulo
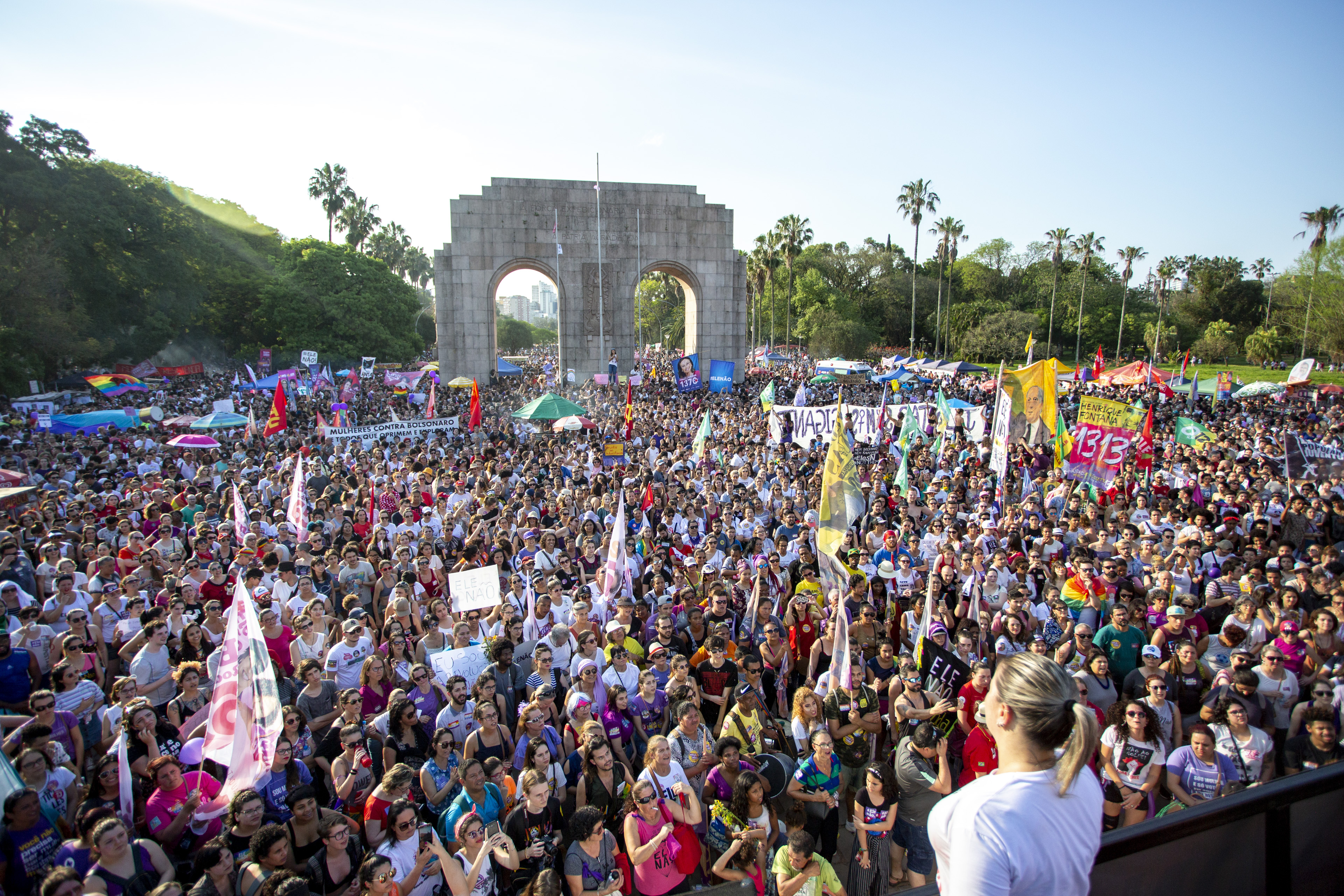
Protesta en la ciudad de Porto Alegre, Brasil
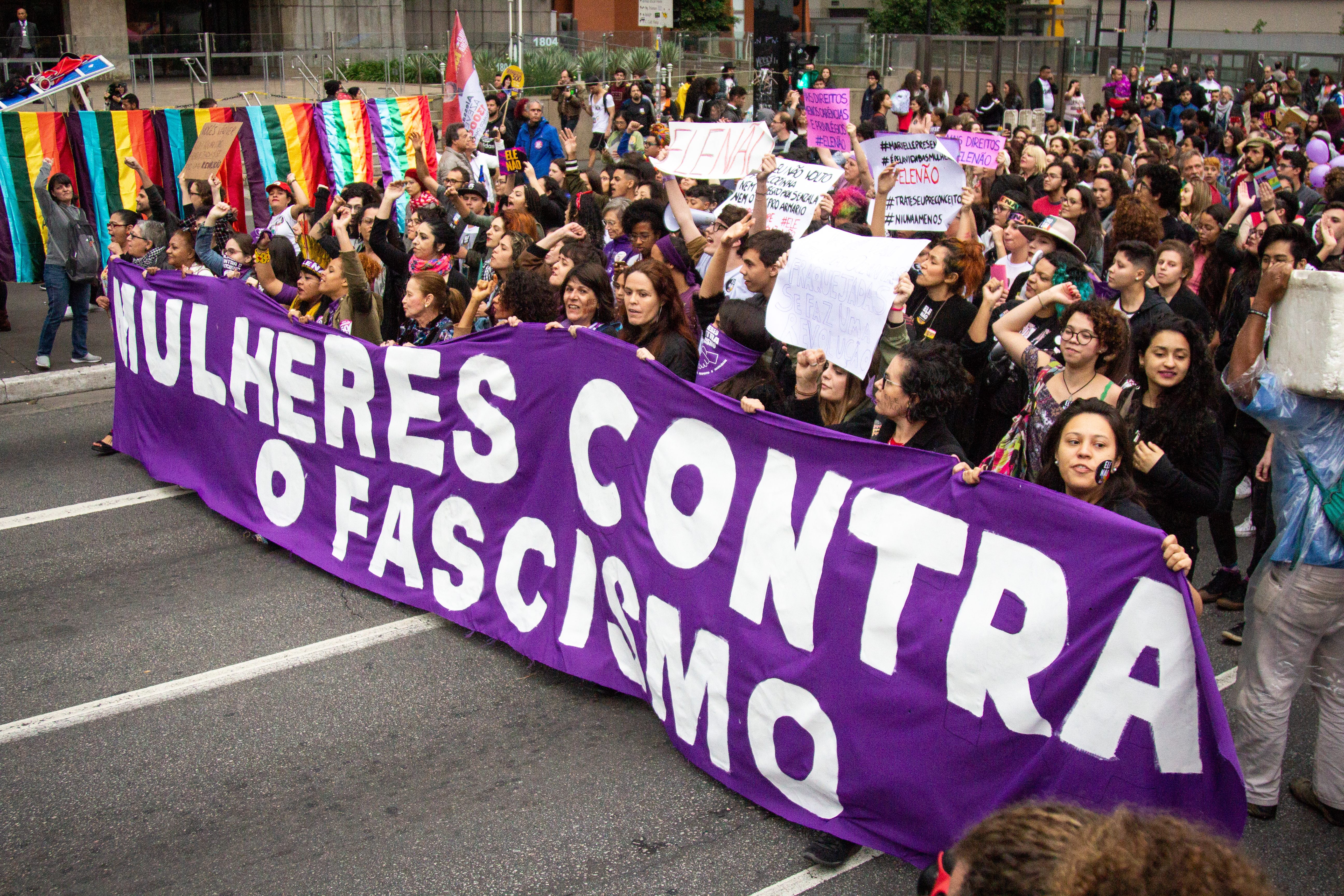
"Mujeres contra el fascismo"